# Michał Stępkowski
Michał Stępkowski (Stempkowski) herbu Junosza (zm. przed 7 grudnia 1657 roku) – podsędek bełski w 1655 roku, pisarz ziemski bełski w latach 1651–1655.
Poseł sejmiku bełskiego na sejm zwyczajny 1652 roku, sejm 1653 roku, sejm 1655 roku.